# Trematodon subulosus
Trematodon subulosus är en bladmossart som beskrevs av Griffith 1842. Trematodon subulosus ingår i släktet tranmossor, och familjen Bruchiaceae. Inga underarter finns listade i Catalogue of Life.